# 武智文雄
武智 文雄（たけち ふみお、1926年11月4日 - 2013年7月1日）は、岐阜県稲葉郡前宮村（現：各務原市）出身のプロ野球選手・コーチ・解説者。
史上2人目、並びにパシフィック・リーグの投手としては初の完全試合達成者。沢藤光郎・黒尾重明・関根潤三らとともに、草創期の近鉄パールスの主力投手の一人として活躍した。
1954年までの姓名は田中 文雄（たなか ふみお）。翌1955年春に結婚し、夫人の実家である武智家の婿養子となり改姓した。元阪急ブレーブスの田中照雄投手、元東映フライヤーズの田中和男内野手は弟。

## 経歴
1941年に名門・岐阜商業野球部に入るが夏の甲子園が中止になったこともあり中退し、自ら志願し予科練に入隊する。戦後は岐阜のノンプロチーム大日本土木に所属し、同チームの戦後初となる都市対抗野球大会連覇に貢献した後、1950年に新設の近鉄パールスへ入団した。同球団の契約第1号選手でもある。
本来はアンダースロー投手だったが、初年度に藤田省三監督の意向で慣れないオーバースローで投げるよう命令され夏までに1勝も挙げることができず、監督に直訴しアンダースローに転向。11月15日の大映スターズ戦で、スタルヒンと投げ合って初勝利を挙げた。
下手からの切れのいいシュートを武器に、エースとして弱小チームを支えた。1954年には26勝を挙げ、南海の宅和本司と並び最多勝利を獲得。1955年6月19日、大阪球場で行われたダブルヘッダー第2試合の大映戦で、プロ野球史上2人目の完全試合を達成した。89球、6奪三振。「6回頃から完全試合を意識しました。調子はすばらしく良く、思うコースへシュートと速球が決まり、各打者の欠点をつけたように思う」と語っている。なお、同年8月30日の大映戦でも9回1死までパーフェクトに抑えている。ちょうどその日に娘が誕生しベンチに知らせが届き、監督・コーチは父に伝えるか迷い9回1死になってタイムを取りマウンドの父に伝えたが、その直後に代打・八田正にセンター前にヒットを打たれ2度目の完全試合を断たれた。
1962年オフ、36歳で現役を引退。その後は近鉄の二軍投手コーチ（1963年 - 1964年）を務め、佐々木宏一郎を育てた。退団後は解説者を経て、父親が経営する「西陣織産ネクタイ」に入社する。1987年社長に就任。なおネクタイのブランド名は「パーフェクト」という。
2013年7月1日午後8時20分、心不全のため京都市の病院で死去。86歳没。
完全試合達成時のウイニングボールは2018年に遺族が野球殿堂博物館に寄贈し、プロ野球の歴史コーナーで展示されている。

## エピソード
- 予科練入隊後に特別攻撃隊の隊員となり、零戦特攻隊、桜花特攻隊として4度特攻出撃命令があったがすべて出撃直前で作戦変更となった[7]。終戦2か月前に米軍空母への爆弾投下を目的とした出撃も経験したが、悪天候のために基地に引き返し[注釈 1]、再出撃の前に終戦を迎えた[8]。
- 完全試合を達成した1955年シーズンの武智は開幕から完全試合の前までは2勝6敗と不振であった。結婚後最初のシーズンということもあり、「新婚のせいだろう」と野次を飛ばされたこともあったという[9]。そのこともあり、完全試合を達成した武智は試合後に「結婚してから一向に調子が上がらず、各方面からいろいろと批判されていただけにとてもうれしい」というコメントを残した[10]。
- 佐々木宏一郎は岐阜県出身、アンダースローの投球フォーム、並びに完全試合達成者である点が武智と共通している。佐々木が近鉄の入団テストを受けた際、当時の監督だった別当薫は獲得に乗り気ではなかったが、武智が「自分が責任を取るから、なんとか入れてもらいたい」と別当を説得し、入団にこぎつけた。佐々木はもともとサイドスロー気味のフォームで投げていたが、武智のアドバイスでアンダースローに転向。武智によれば「これで球威がぐんと増した」とのこと。結果的に佐々木は武智を上回る132勝を挙げ、20年にわたり現役を続ける投手に成長した。思い入れの強さを示すように武智は佐々木の入団2年目の1964年に自らが着用していた背番号「16」を佐々木に譲り、逆に佐々木が着用していた「62」を譲り受けた[11]。
- 対戦経験のある野村克也は著書『プロ野球 最強のエースは誰か?』（彩図社）の中で、野村が選ぶ「近鉄・楽天の歴代投手ベスト10」を挙げ、1位田中将大、2位野茂英雄、3位鈴木啓示、4位岩隈久志に続いて5位に武智を選んでいる。以下6位則本昂大、7位佐々木宏一郎、8位阿波野秀幸、9位吉井理人、10位柳田豊。
- 河村英文（西鉄）の著書『西鉄ライオンズ―最強球団の内幕』によると、河村英文，豊田泰光，八浪知行の3人組のイカサマじゃんけんのターゲットになったことが記されている。

## 詳細情報

### 年度別投手成績
| 年 度      | 球 団      | 登 板 | 先 発 | 完 投 | 完 封 | 無 四 球 | 勝 利 | 敗 戦 | セ 丨 ブ | ホ 丨 ル ド | 勝 率 | 打 者 | 投 球 回 | 被 安 打 | 被 本 塁 打 | 与 四 球 | 敬 遠 | 与 死 球 | 奪 三 振 | 暴 投 | ボ 丨 ク | 失 点 | 自 責 点 | 防 御 率 | W H I P |
| ---------- | ---------- | ----- | ----- | ----- | ----- | -------- | ----- | ----- | -------- | ----------- | ----- | ----- | -------- | -------- | ----------- | -------- | ----- | -------- | -------- | ----- | -------- | ----- | -------- | -------- | ------- |
| 1950       | 近鉄       | 16    | 7     | 4     | 1     | 0        | 2     | 3     | --       | --          | .400  | 388   | 93.2     | 86       | 7           | 25       | --    | 5        | 18       | 1     | 0        | 41    | 33       | 3.16     | 1.19    |
| 1951       | 近鉄       | 39    | 29    | 19    | 3     | 1        | 15    | 15    | --       | --          | .500  | 973   | 243.0    | 198      | 14          | 57       | --    | 2        | 86       | 2     | 6        | 89    | 73       | 2.70     | 1.05    |
| 1952       | 近鉄       | 44    | 29    | 10    | 1     | 0        | 9     | 18    | --       | --          | .333  | 933   | 216.0    | 233      | 11          | 63       | --    | 6        | 85       | 0     | 3        | 126   | 91       | 3.79     | 1.37    |
| 1953       | 近鉄       | 29    | 17    | 6     | 1     | 2        | 4     | 15    | --       | --          | .211  | 590   | 141.1    | 156      | 8           | 35       | --    | 0        | 50       | 1     | 0        | 73    | 62       | 3.93     | 1.35    |
| 1954       | 近鉄       | 47    | 34    | 23    | 2     | 7        | 26    | 15    | --       | --          | .634  | 1191  | 307.1    | 266      | 14          | 41       | --    | 3        | 132      | 1     | 1        | 92    | 74       | 2.16     | 1.00    |
| 1955       | 近鉄       | 40    | 30    | 10    | 5     | 6        | 10    | 16    | --       | --          | .385  | 837   | 210.2    | 190      | 13          | 23       | 1     | 2        | 76       | 0     | 0        | 82    | 60       | 2.56     | 1.01    |
| 1956       | 近鉄       | 45    | 30    | 16    | 4     | 7        | 16    | 16    | --       | --          | .500  | 1015  | 255.2    | 234      | 11          | 29       | 3     | 1        | 113      | 1     | 0        | 88    | 69       | 2.43     | 1.03    |
| 1957       | 近鉄       | 39    | 22    | 6     | 1     | 2        | 9     | 13    | --       | --          | .409  | 782   | 193.1    | 188      | 18          | 28       | 2     | 4        | 87       | 0     | 0        | 84    | 67       | 3.11     | 1.12    |
| 1958       | 近鉄       | 31    | 19    | 2     | 1     | 1        | 4     | 10    | --       | --          | .286  | 536   | 122.2    | 150      | 5           | 25       | 2     | 2        | 39       | 1     | 0        | 63    | 52       | 3.80     | 1.43    |
| 1959       | 近鉄       | 23    | 20    | 1     | 0     | 0        | 2     | 11    | --       | --          | .154  | 438   | 104.2    | 119      | 10          | 21       | 4     | 2        | 39       | 1     | 0        | 48    | 44       | 3.77     | 1.34    |
| 1960       | 近鉄       | 21    | 11    | 1     | 0     | 0        | 3     | 4     | --       | --          | .429  | 294   | 72.2     | 72       | 4           | 16       | 2     | 0        | 27       | 0     | 0        | 29    | 22       | 2.71     | 1.21    |
| 1961       | 近鉄       | 21    | 4     | 0     | 0     | 0        | 0     | 1     | --       | --          | .000  | 192   | 45.2     | 47       | 4           | 17       | 1     | 1        | 17       | 0     | 0        | 16    | 14       | 2.74     | 1.40    |
| 1962       | 近鉄       | 6     | 1     | 0     | 0     | 0        | 0     | 0     | --       | --          | ----  | 36    | 8.1      | 13       | 1           | 1        | 0     | 0        | 4        | 0     | 0        | 5     | 3        | 3.00     | 1.68    |
| 通算：13年 | 通算：13年 | 401   | 253   | 98    | 19    | 26       | 100   | 137   | --       | --          | .422  | 8205  | 2015.0   | 1952     | 120         | 381      | 15    | 28       | 773      | 8     | 10       | 836   | 664      | 2.97     | 1.16    |

- 各年度の太字はリーグ最高

### タイトル
- 最多勝利：1回（1954年）

### 記録
- 初勝利：1950年11月15日、対大映スターズ20回戦（広島県総合グラウンド野球場）
- 100勝：1960年7月6日、対西鉄ライオンズ14回戦（平和台野球場）
- オールスターゲーム出場：2回（1954年、1956年）
- 完全試合：1回（1955年6月19日、対大映スターズ7回戦、大阪球場） ※史上2人目　パ・リーグ初
- 開幕投手：4回（1954年 - 1957年）

### 背番号
- 16（1950年 - 1963年）
- 62（1964年）

### 登録名
- 田中 文雄（たなか ふみお、1950年 - 1954年）
- 武智 文雄（たけち ふみお、1955年 - 1964年）

## 関連情報

### 出演番組
- 近鉄バファローズアワー - ABCラジオ